# Liste der Wegekreuze und Bildstöcke in Raeren
Die Liste der Wegekreuze und Bildstöcke in Raeren listet ohne Anspruch auf Vollständigkeit die Flur- und Wegekreuze sowie die Bildstöcke mit ihren jeweiligen persönlichen Geschichten – soweit bekannt – auf dem Gebiet des Gemeinde Raeren mit seinen Ortsteilen Eynatten und Hauset in der Deutschsprachigen Gemeinschaft von Ostbelgien auf. Insgesamt stehen mehr als 100  Wegekreuze in der Gemeinde auf öffentlichem Eigentum. Ihr Unterhalt  wird teils durch Privathand, teils durch das örtliche Bauamt, teils durch die örtlichen Pfarren gewährleistet.

## Liste Altgemeinde Raeren
(mit den Weilern Alt-Raeren, Botz, Neudorf und Petergensfeld) 

| Standort                                                              | Datierung                                        | Beschreibung/Inschrift | Bild           |
| --------------------------------------------------------------------- | ------------------------------------------------ | --- | -------------- |
| Altenbau–Pappelallee 114 Lage                                         | unbekannt                                        | Geschichte unbekannt |                |
| Bachstraße 46 Lage                                                    | unbekannt                                        | Blausteinsockel mit reich verziertem Metallkreuz, Geschichte unbekannt |                |
| Belven 69 Lage                                                        | unbekannt                                        | schmales Metallkreuz mit kleinem weißen Korpus |                |
| Belven 88 Lage                                                        | unbekannt                                        | hohes breites Steinkreuz auf mehrfach gestuftem querrechteckigem Sockel, alles aus Blaustein, großer grauer Metallkorpus |                |
| Burgstraße Lage                                                       | 18. Jh.                                          | Alter Grabstein, jetzt Gedenkkreuz, aufgestellt gegenüber der Burg Raeren. Inschrift: „A.v. - 1727 Den 14 9bris ist Im Here - / Entschlaffen Der Ehrsame / Nicolaus Mennicken Holley / 1737 Den 6 IJulij starb Seine / Hausfraw - Idgen Menicken / Lentz 1726 - Den 13 / bris - ist / Gestorben - Ihr Sohn / Leonardus - Men / nicken - G.T.D.S.“ |                |
| Burgstraße 69 Lage                                                    | unbekannt                                        | Schlankes Holzkreuz auf kleinem Steinsockel, angelehnt an Hausfassade, kleiner goldenen Korpus |                |
| Ecke Belven–Neustraße Lage                                            | unbekannt                                        | Geschichte unbekannt |                |
| Ecke Bahnhofstraße–Winkelstraße Lage                                  | unbekannt                                        | Inschrift: „Mein Jesus Barmherzigkeit“ |                |
| Ecke Burgstraße–Mühlenstraße Lage                                     | Ende 18. Jh./Anfang 19. Jh.                      | Kleiner Bildstock auf kurzem Sockel, Marienfigur und segnender Josef in der Nische. Inschrift: „IHS“ und „JW. MR.“ |                |
| Ecke Eynatter Straße–Altenbau Lage                                    | 1744                                             | Bildstock mit verziertem Sockel, Nische mit Heiligenfigur Johannes der Täufer zu Ehren des Pfarrpatrons. Widmungsinschrift mit Chronogramm 1744. |                |
| Ecke Grachtstraße–Heckstraße Lage                                     | unbekannt                                        | Schweres Steinkreuz mit weißlichem Korpus. Plakette: „INRI“; Inschrift: „Sein Tod ist unser Leben“ |                |
| Ecke Hauptstraße–Burgstraße Lage                                      | 1770                                             | Schmucker restaurierter Bildstock und aufsetztem kleinen Steinkreuz mit metallenem Korpus. Inschrift: „nobis absit gloria rinisi in cruce domini nostri jesu ad gal c Maria Ludgardis Creutz et eius fraterni copoere“; Jahreszahl 1770 als Chronogramm |                |
| Ecke Hausstraße–Periolbachstraße Lage                                 | 1892                                             | Inschrift: „Rette Deine Seele. 1892“ |                |
| Ecke Hochstraße–Winkelstraße Lage                                     | unbekannt                                        | Geschichte unbekannt |                |
| Ecke Kinkebahn–Raerener Straße Lage                                   | unbekannt                                        | Steht direkt auf der deutsch-belgischen Grenzlinie, noch auf Raerener Boden, unmittelbar am Grenzstein 932 | weitere Bilder |
| Ecke Kreuzstraße–Untere Rottstraße Lage                               | unbekannt                                        | Geschichte unbekannt |                |
| Ecke Merolser Straße–Bovendriesch Lage                                | 18. Jh.                                          | Gedenkkreuz; Inschrift: „Den 9. Sept. 1791 ist hier entschlafen der ehrsame Heinrich Mennicken-Lentz. R.I.P. Betet für ihn“ |                |
| Ecke Neustraße–Bachstraße Lage                                        | unbekannt                                        | Geschichte unbekannt; Inschrift: „Mein Jesus Barmherzigkeit“ |                |
| Ecke Roetgener Straße–Schossenter Straße Lage                         | unbekannt                                        | Geschichte unbekannt |                |
| Ecke Roetgener Straße–Vennstraße Lage                                 | unbekannt                                        | Geschichte unbekannt |                |
| Ecke Rottstraße–Schonsweg Lage                                        | unbekannt                                        | Kleines massives Steinkreuz auf abgestuftem steinernen querrechteckigen Sockel. |                |
| Ecke Vennstraße–Waldstraße, „Vennkreuz“ Lage                          | 1949                                             | Großes Holzkreuz mit rautenartiger Rückwand, großer weißer Korpus. Inschrift Sockel: „Rette Deine Seele. Kath. Männerverein. Raeren 1949“. Mehrere Anschlagtafeln mit Sinnsprüchen, beigestellt eine Holztafel mit der Aufschrift: „Wanderer nutze Deine Zeit, bald wanderst Du in die Ewigkeit“ |                |
| Ecke Waldstraße–Rottstraße Lage                                       | unbekannt                                        | Massives Steinkreuz, integriert in einem halbrunden gestuften Vorplatz aus Bruchsteinen. |                |
| Ecke Walheimer Straße–Platzstraße Lage                                | unbekannt                                        | Kleines Steinkreuz auf kleinem Sockel innerhalb eines halbrunden Gedenkplatzes aus Bruchsteinen; Geschichte unbekannt. |                |
| Fringshaus-Bundesstraße Offermann-Kreuz Lage                          | 18. Jh. (Orig.) 2013 (Replik)                    | Sühnekreuz für Cornelius Offermann, deutscher Fuhrmann aus Witzerath, der am 13. August 1774 auf der Straße von Aachen nach Monschau überfallen und ermordet worden ist. Das derzeitige Kreuz ist eine im Jahr 2013 angefertigte Replik und steht wenige Dezimeter auf belgischer Seite hinter dem deutsch-belgischem Grenzverlauf. Das beschädigte Originalkreuz wurde nach Reinartzhof versetzt. Inschrift: „ANO 1774 DEN 13. AUGUS[T] / IST DER CORNELYUS / O[FF]ERMAN VON WITZE / RATH AUFF DIESE PLATZ / JÄMMERLICH ERMORDET / WORDEN / G • T • D • L • S • A“                      | weitere Bilder |
| Hauptstraße vor St. Nikolaus Lage                                     | Mitte 19. Jh.                                    | Missionskreuz auf der Brüstungsmauer vor dem Haupteingang von St. Nikolaus Raeren. Inschrift: „Rette Deine Seele. Missionen 1855, 1885, 1899, 1911, 1927, 1935, 1949, 1954, 1964 1978“ |                |
| Hauptstraße, Seiteneingang Friedhof, „Kulekreuz“ Lage                 | 1581                                             | Das „Kule-Kreuz“ wurde zum Andenken an Willem Kule, Hinrichs Sohn, im Jahr 1581 im gotischen Stil errichtet und stand ursprünglich an der Leichengasse nach Walhorn. Die Nationalsozialisten stellten es wegen der Ähnlichkeit des eingravierten Sonnenrades zum Hakenkreuz ins Dorfzentrum. Nach der Befreiung 1945 wurde es aus diesem Grund sofort wieder an seinem früheren Standort versetzt. Bei Straßenbauarbeiten im Jahr 1985 geriet es in Gefahr und wurde am jetzigen Standort an der südlichen Friedhofsmauer aufgestellt. Wer Willem Kule war, ist unbekannt. Denkmalschutz | weitere Bilder |
| Hauptstraße 75 Lage                                                   | 1730                                             | Bildstock mit aufgesetztem kleinen Metallkreuz, Geschichte unbekannt |                |
| Hauptstraße 102 Lage                                                  | unbekannt                                        | Geschichte unbekannt |                |
| Hauptstraße 104 Lage                                                  | 1724                                             | Bildstock mit Spitzgiebel, Jesusmonogramm und Jahreszahl, Nische mit kleiner Muttergottesfigur, Sockel in Mauerwerk, Geschichte unbekannt |                |
| Haus Blar Lage                                                        | unbekannt                                        | Standort an der Periolbachbrücke, Geschichte unbekannt |                |
| Heinenkreuz zwischen Eschbach und Bellesfort Lage                     | um 1947                                          | Gedenkkreuz, Inschrift: „Bernhard Heinen. Reinartzhof. geb. 22.9.1896. + 22.3.1947“ |                |
| Hochstraße 8 Lage                                                     | 1799                                             | Kleines Metallkreuz auf einem spitzgiebeligen Bildstock, in der Bildnische ein weiteres Kreuz mit einer Marienfigur. Inschrift: „Anno 1799 Leonardus Mennicken – Anna Barbara Falter“ |                |
| Hochstraße 35 Lage                                                    | unbekannt                                        | großes braun gefärbtes Holzkreuz mit schmalem Giebeldach und rautenartiger Rückenverkleidung. Brauner Korpus mit einer darunter angebrachten Laterne |                |
| Hubertusweg, im Wald 400 Meter vor der deutsch-belgischen Grenze Lage | unbekannt                                        | Kleines Holzkreuz an einem Baum befestigt; Geschichte unbekannt |                |
| Iterbachquelle Lage                                                   | unbekannt                                        | Schmales Holzkreuz mit der Gravur „Iterbach“ an einer Wegekreuzung im Raerener Wald in der Nähe der Iterbachquelle. Geschichte unbekannt |                |
| Kapellenstraße Lage                                                   | unbekannt                                        | kräftiges braunes hohes Holzkreuz an der äußeren Ostwand der Annakapelle. Kleiner goldfarbener Korpus, dahinter ein weiß-silbener Strahlenkranz. |                |
| Kreuzstraße 31 A Lage                                                 | unbekannt                                        | Geschichte unbekannt |                |
| Kreuzstraße 32 Lage                                                   | unbekannt                                        | Kleines Metallkreuz auf Holzkreuz angebracht. Kleiner gekachelter Sockel. Geschichte unbekannt. |                |
| Marientalstraße Lage                                                  | unbekannt                                        | Kräftiges Steinkreuz auf kurzem Rundbogensockel, Inschrift: „Rette Deine Seele“ |                |
| Mähheiderstraße Lage                                                  | unbekannt                                        | Geschichte unbekannt |                |
| Neudorfer Berg Lage                                                   | unbekannt                                        | Stabiles Steinkreuz ohne Sockel am Naturdenkmal Vrowaseboom; Geschichte unbekannt. |                |
| Neudorfer Straße 35 Lage                                              | unbekannt                                        | kleines bodenständiges Betonkreuz im Stil zweier in Kreuzform angefertigten Baumstämmen mit Rinden- und Aststumpfstrukturen |                |
| Periolbach Lage                                                       | unbekannt                                        | Kleiner hölzerner Bildstock mit Marienbilchen am Ufer des Periolbaches am Ende der Periolstraße. |                |
| Platzstraße 16 Lage                                                   | unbekannt                                        | Geschichte unbekannt |                |
| Platzstraße 32 Lage                                                   | unbekannt                                        | Geschichte unbekannt; Inschrift auf der rautenartigen hölzernen Rückwand: „Großer Gott wir loben Dich“ Inschrift auf dem kleinen quadratischen Sockel: „So starb er für Dich“ |                |
| Roetgener Straße 8 Lage                                               | unbekannt                                        | Kleines massives Steinkreuz mit metallenem Korpus und eingraviertem Pax-Zeichen. |                |
| Roetgener Straße, Fußpfad zwischen den oberen Serpentinen Lage        | 19. Jh.                                          | Inschrift ist nur rudimentär zu lesen: „Bete für die Seele...des am 1..Oktober 185......Geb. 1780“ |                |
| Schulstraße 12 Lage                                                   | 1875                                             | Glaube – Liebe – Hoffnung” |                |
| Schulstraße 48 Lage                                                   | 1776                                             | Metallenes Wegekreuz auf Bildstock aus Blaustein mit verziertem Sockel, Giebel mit Inschrift und den Namen Leonardus Kalff und Maria Ganser sowie die Jahreszahl 1776, Marienstatue in der Nische. |                |
| Triftweg 57 Lage                                                      | 1858                                             | Standort direkt auf der deutsch-belgischen Grenzlinie und eher zum Haus-Nr. 57 und damit zu Raeren gehörend. Inschrift unleserlich, Geschichte unbekannt. |                |
| Triftweg, Nahe Wilbank Lage                                           | 1856                                             | Standort direkt auf der deutsch-belgischen Grenzlinie und eher zu Raeren gehörend. Geschichte unbekannt. Inschrift: „Sein Tod ist unser Leben. 1856“ |                |
| Turmstraße Lage                                                       | 19. Jh.                                          | Unfallkreuz aus Metall mit metallenem Schriftsockel. Inschrift: „Zum Andenken an Christian Jansen aus Rollesbroich, der hier am 27. Juli 1872 infolge eines Brandes tödlich verunglückte“ |                |
| Untere Rottstraße 5 Lage                                              | unbekannt                                        | schmuckes Metallkreuz auf kleinem Granitsockel, Inschrift: „INRI“ |                |
| Vennstraße, Höhe Pissevenn Lage                                       | 1737                                             | Ehemaliges Grabkreuz als kleines Steinkreuz ohne Sockel und Korpus. Bekröntes Jesusmonogramm. Inschrift ist nur rudimentär zu lesen: „Hier ist gestorben .... Toussaint Linon dem 2...Februar 1737“ |                |
| Vergefenes Lage                                                       | unbekannt                                        | Geschichte unbekannt |                |
| Waldstraße 15 A Lage                                                  | unbekannt                                        | Rostfarbenes Metallkreuz an einer Hauswand mit kleinen goldfarbenen Korpus, Plakette „INRI“. |                |
| Waldstraße 21 Lage                                                    | 1741                                             | Kleines steinernes ehemaliges Grabkreuz ohne Sockel mit abgebrochenen Ecken. Inschrift nur rudimentär zu lesen: „IHS – ...11 den 1o Mertze ...rrn entschlaffen ... ehrsamer Laurentz Kalf... und seine Hausfraw Maria Feischser...starb den 3 Januarius 1750 - G.T.D.L.“ |                |
| Waldstraße 45 Lage                                                    | unbekannt                                        | Geschichte unbekannt |                |
| Walheimer Straße 40 Lage                                              | unbekannt                                        | Geschichte unbekannt |                |
| Weserquelle, Forsthütte Engelhard Lage                                | 19. Jh., mehrfach erneuert, zuletzt im Jahr 1993 | Gedenkkreuz östlich der Weserquelle und rund 400 Meter südlich der Forsthütte Engelhard für den Postboten Arnold Pilger, der bei Ausübung seines Dienstes auf dem Weg von Gemünd nach Eupen aufgrund völliger Erschöpfung ums Leben gekommen war. Inschrift: „Arnold Pilger. 25. März 1823 durch Erschöpfung tot aufgefunden“ |                |
| Wiese westlich Haus Blar Lage                                         | unbekannt                                        | Schmales Metallkreuz auf kleinem quadratischen Sockel; Geschichte unbekannt. |                |
| Wiese westlich Katzekönkel                                            | unbekannt                                        | verziertes altes Metallkreuz auf hochrechteckigem mehrstufigem Sockel. Inschrift auf dem Postament: „Betet für die armen Seelen – Mein Jesus Barmherizigkeit.“ |                |

## Liste Ortsteil Eynatten
(mit den Weilern Belgisch-Lichtenbusch und Berlotte) 

| Standort                                          | Datierung       | Beschreibung/Inschrift | Bild |
| ------------------------------------------------- | --------------- | --- | ---- |
| An der Kirche 7 Lage                              | 1729            | Alter Bildstock mit breitem Sockel übergehend in einem geschwungenen Oberbau mit Nische und aufgesetztem Metallkreuz. Marienfigur in der Nische und verschlossen mit einer rundbogigen verzierten schmiedeeisernen Flügeltür. Inschrift über der Nische: „In Jesu Wunden sicher ruhen, wohl im Leben hierauf bauen“. Chronogramm mit der Jahreszahl 1729 |      |
| Berlotte 20 Lage                                  | 19. Jh.         | Ehemaliges Grabkreuz als Gedenkkreuz für die Eheleute Egyptien. Inschrift: „Zur frommen Erinnerung an die hier verletzten Eheleute Joh. Jak. Hub. Egyptien, * 12.2.1817 – † 31.1.1891 Ann. Mar. Egyptien, geb. Timmermann, * 24.20.1826 – † 21.8.1895. R.I.P.“                                                                                           |      |
| Eynattener Mühle Lage                             | 19. Jahrhundert | schmales dunkles Metallkreuz mit verzierten Enden und kleinem bräunlichem Korpus, eingelassen auf abgerundetem hohem Granitsockel mit Gravur. Inschrift nur rudimentär lesbar, anhand einer erkennbaren Jahreszahl aus dem 19. Jahrhundert |      |
| Eynatter Straße 157 Lage                          | unbekannt       | Identisches Kreuz wie an der Ecke Eynatter Straße–Vogelsang, aufgestellt gegenüber Haus-Nummer 157 an einem Feldweg; Geschichte unbekannt. |      |
| Ecke Aachener Straße–Wesselbend Lage              | 1882            | Das Steinkreuz ist dem Wunsch nach Kindersegen für die Familie Finken-Keutgen gewidmet; Inschrift: „Rette Deine Seele. 1882“ |      |
| Ecke Eynatter Straße–Vogelsang Lage               | unbekannt       | Identisches Kreuz wie Eynatter Straße 157; Geschichte unbekannt. |      |
| Ecke Johannisberg–Horster Park Lage               | Ende 20. Jh.    | Neues schmuckes Holzkreuz aufgestellt beim Bau der Siedlung |      |
| Ecke Kinkebahn–Rattenhaus Lage                    | unbekannt       | Geschichte unbekannt |      |
| Ecke Lichtenbuscher Straße–Hebscheider Heide Lage | unbekannt       | Kleines Holzkreuz auf kurzem Sockel mit einer kleinen beetartigen Grünanlage. |      |
| Ecke Raafsstraße–Wegestraße Lage                  | unbekannt       | Steinkreuz mit flachem Sockel, Inschrift: „Mein Jesus Barmherzigkeit“ |      |
| Ecke Raerener Straße–Totleger Lage                | unbekannt       | Schlankes Steinkreuz Inschrift: „Mein Jesus Barmherzigkeit“ |      |
| Gostert 74 Lage                                   | 1975            | Fürbittenkreuz der Eheleute Meessen-Tychon. Holzkreuz auf Holzpfosten aufgestellt gegenüber der Zufahrt zu Haus-Nummer 74; Ursprünglich 1920 errichtet, 1975 von Rosa Barth, Witwe von Jos. Lambertz neu errichtet und 1985 von Bertha Theves mit dem Korpus des Sargdeckels ihrer verunglückten Tochter Renate Theves versehen.                         |      |
| Gostert 92 Lage                                   | 1900            | Aufgestellt vor der Zufahrt zum Reitstall Goster, stand früher an der Hauswiesenecke der Fingerhutsmühle; Geschichte unbekannt. |      |
| Grachtstraße Lage                                 | 1865            | Steinernes, kräftiges ehemaliges Grabkreuz ohne Sockel an der Kreuzung zu einem Feldweg. Inschrift: „Hier entschlief am 5. November 1865 Heinr. Hagelstein. Betet für seine Seele“ |      |
| Hauseter Straße 66 Lage                           | 1907            | Kleines Metallkreuz auf einem konisch verlaufenden quadratischen Sockel. Inschrift: „Im Kreuze allein ist Heil. Anno 1907“ |      |
| Hauseter Straße 88 Lage                           | 1967            | Kleines gusseisernes Wegekreuz der Familie Mathias und Anna-Bergmans-Houben, angebracht in der Nische auf einem gemauertem Altar mit gemauerter Überdachung aus Bruchstein. Objekt stand vor dem Bau der Autobahn am Haus Windmühle 32 |      |
| Lichtenbuscher Straße 28 Lage                     | 1886            | Gedenkkreuz für die Familie Knops. Inschrift: „Andenken an Lambert Knops und Elisab. Lamberts. 1886 R.I.P.“ |      |
| Lichtenbuscher Straße 47 Lage                     | 1905            | Große steinerne Prozessionskreuz-Anlage, mit schmiedeeisernem Gitter umzäunt. Inschrift: „Mein Jesus Barmherizigkeit. 1905“ |      |
| Lichtenbuscher Straße 115 Lage                    | 1746            | Bildstock auf quadratischem Sockel mit der Heiligen Familie hinter Glas in der Nische. Im Giebel ein Jesusmonogramm, Initialen B.M.K(essel) und M.M(ommer) sowie die Jahreszahl 1746, darüber Kreuz mit der Aufschrift „Jesus Maria Joseph“. 2013 restauriert.                                                                                           |      |
| Lichtenbuscher Straße 189 Lage                    | 1895            | Gedenkkreuz von den Kindern für ihre Eltern vor dem Hof Steenkaul. Inschrift: „Im Kreuze allein ist Heil“ und „In frommer Erinnerung an die Eheleute Johann Joseph Hubert von Agris und An. Maria geb. Gatzweiler. R.I.P. Errichtet im Jahr 1895 durch ihre dankbaren Kinder“                                                                            |      |
| Totleger 12 Lage                                  | unbekannt       | Dunkles Steinkreuz in einem felsennartig geformten Sockel. Inschrift: „Rette Deine Seele“. |      |
| Wesselbend-Waldparkplatz Lage                     | 1904            | stand bis 1962 an der Wiese zum Göhlhof, schlichtes, schwarzes Holzkreuz ohne Korpus mit weißen Verzierungen an den Kreuzenden |      |

## Liste Ortsteil Hauset
| Standort                                            | Datierung | Beschreibung/Inschrift | Bild           |
| --------------------------------------------------- | --------- | --- | -------------- |
| An der Follmühle 15 Lage                            | unbekannt | Geschichte unbekannt |                |
| Asteneter Straße–Hauseter Feld, „Muschelkreuz“ Lage | 1757      | Barockes Andachtskreuz mit Muschelnische aus dem Jahre 1757. Die Gesamthöhe beträgt 306 cm. Es steht auf der Asteneter Straße, ca. 1 km von der Rochuskapelle entfernt. Inschrift Tafel: „Muschelkreuz 1757 im Hauseter Feld. Hierhin kam bis 1859 die Fronleichnamsprozession“. Im Jahr 1989 restauriert. Denkmalschutz. | weitere Bilder |
| Asteneter Straße 1 Lage                             | 1931      | Ehemaliges kleines hölzernes Sargdeckelkreuz von Hermann Hoven, aufgehängt an einem Baum vor der Rochuskapelle in Hauset |                |
| Asteneter Straße 14 Lage                            | 1905      | Ehemaliges Grabkreuz der Eheleute Hubert und Barbara Boffenrath-Niessen. Großes steinernes Kreuz auf rechteckigem, Inschrift nur rudimentär lesbar. |                |
| Buschhausstraße Lage                                | 1893      | Zierliches Metallkreuz auf kleinem Sockel, aufgestellt 200 Meter westlich von Gut Buschhaus mit der Haus-Nummer 39; Hier verstarb plötzlich und ohne Fremverschulden Leonard Delhez am 6. Oktober 1917. Das Kreuz selbst ist von 1893 und wurde als Erinnerungskreuz wiederverwendet. |                |
| Ecke Aachener Straße–Heinrich-Bischoff-Straße Lage  | 1904      | Ehemaliges steinernes Grabkreuz auf dreistufigem Sockel von Heinrich Lammertz, Plakettenschild am Sockel mit der früheren Inschrift: „Hier ruht mein lieber Gatte Heinrich Lammertz, geb. d. 18. Okt. 1839, gest. d. 25. Dez. 1904 R.I.P.“ wurde entfernt. Heutige Inschrift: „Mein Jesus Barmherzigkeit“ |                |
| Ecke Botzefeld–An der Follmühle Lage                | 1905      | Reich verziertes metallenes Gedenkkreuz auf hellem Steinsockel für die Familie Kockartz. Inschrift: „Zum frommen Andenken an die Familie Pet. Jos. Kockartz. 1905“ |                |
| Ecke Großenbusch–Friedhofsweg Lage                  | 1945      | Steinkreuz auf breitem Steinsockel der Familien Lennertz-Kirfel-Laschet-Hick. Inschrift: „Mein Jesus Barmherzigkeit. 1945“ |                |
| Ecke Hauseter Straße–Schnellenwind Lage             | 1930      | Ehemaliger Grabstein für Maria Anna Simons-Münstermann. Kräftiges Steinkreuz auf abgerundetem Steinsockel. Inschrift: „Betet für die armen Seelen“ |                |
| Ecke Hergenrather Straße–Schlossweg Lage            | 1902      | „Mare Jusep Krüz“; ehemaliges Grabkreuz für Arnold Breuer, |                |
| Ecke Kirchstraße–Botzefeld Lage                     | 1915/1946 | Gedenkkreuz für die Kriegsteilnehmer Leonhard Zimmermann und seinem Sohn Leo Zimmermann. Kleines Steinkreuz auf hohem gestuftem Sockel. Inschrift: „Gekreuzigter Heiland, erbarme Dich unser. 1946“ |                |
| Ecke Kirchstraße–Schallenberg Lage                  | 1891      | Reich verziertes Metallkreuz auf hohem Steinsockel zur Erinnerung an die Silberhochzeit der Eheleute Joh. Und Th. Herold-Wilkens. Inschrift: „Mein Jesus Barmherzigkeit – 1891 – Eheleute J. Herold“ |                |
| Feldchensgasse Lage                                 | unbekannt | Erinnerungskreuz für die Familie Kockartz-Renardy, als Ersatz für ein vormaliges eisernes Grabkreuz der Großmutter Kockartz geb. Renardy. Gelbes Kreuz mit silberfarbenem metallenem Korpus an einem Baum angebracht. |                |
| Flög 25 Lage                                        | 1920      | Fürbittenkreuz der Eheleute Kaspar und Gertrud Lorreng-Wintgens. Zierliches weißes Metallkreuz ohne Sockel |                |
| Flög 187 Lage                                       | 1902      | Grenzkreuz auf dem Garten-Grundstück von Haus 187 am Eingang zur „Kaiserallee“; Eichenholzkreuz mit großem hellen Korpus, Mitte des 20. Jh. erneuert, 1960 in den offenen Garten des Hauses versetzt, stand zuvor entlang des Fußweges |                |
| Freient 64 Lage                                     | unbekannt | schwarzes Gusskreuz mit goldfarbenem Korpus auf hohem quadratischen Blausteingrundsockel; |                |
| Göhlbrücke Lage                                     | 1920      | Dankeskreuz der Eheleute Stephan und Elisabeth Lorreng-Dobbelstein. Schmales grünes Holzkreuz ohne Sockel an der ehemaligen Kupfermnühle bei der Göhlbrücke am Ende der Straße Stöck. |                |
| Hergenrather Straße 35 Lage                         | unbekannt | Steinsockel aus Blaustein eines ehemaligen Kreuzes, das beim Neubau des Hauses entsorgt worden war. |                |
| Kirchstraße Lage                                    | 1911      | Missionskreuz am Hang vor der Kirche St. Rochus stehend, Steinkreuz mit platinfabenen Korpus auf hohem gestuften Steinsockel. Inschrift: „Hl. Mission in Hauset 1911, 1923, 1934, 1950, 1962, 1980“ |                |
| Kirchstraße 9 Lage                                  | 19. Jh.   | Dunkles Holzkreuz an der Hausfassade von Hof Lennartz angebracht, Geschichte unbekannt. |                |
| Landgraben Lage                                     | 2023      | kleines braunes Metallkreuz mit gleichfarbigem Korpus an einer alten Eiche, Spende von „Franzi“, dem ehemaligen. Wasserdienst-Mitarbeiter aus Kelmis, was er seinerseits geschenkt bekam von den Eltern eines behinderten Freundes |                |
| Prester Lage                                        | 1903      | „Moldekreuz“. Großes rotbraunes Holzkreuz des früheren Hauseter Bürgermeisters Michael Noël, Besitzer des ehemaligen Guts Prester, und seiner Gattin Maria Noël-Schumacher in der Kurve der Straße Prester. |                |
| Stöck 38 Lage                                       | 1924      | Ehemaliges Grabkreuz für Heinrich Radermecker. Kleines Metallkreuz auf hohem quer-rechteckigem Steinsockel. |                |
| Zyklopensteine Lage                                 | 1802      | Steinernes Gedenkkreuz ohne Sockel und ohne Korpus für das 60-jährige Mordopfer Etmund Kever in der Nähe der Zyklopensteine. Kever war mit einem Pferdekarren auf dem Rückweg aus Rheydt, wohin er am 7. Mai 1802 aufgebrochen war, um in einer Lederfabrik eine Ladung Gerberwerkzeuge abzuliefern. Nachdem jedoch nur das Pferd mit den Karren allein den Weg nach Raeren zurückgefunden hatte, machten sich seine Söhne, Verwandte und die gesamte Nachbarschaft auf die Suche und fanden ihn am nächsten Morgen brutal erschlagen im Wald. Kever wurde auf dem Raerener Friedhof beigesetzt, sein Mörder konnte nie gefasst werden. Inschrift: „ANNO 1802 DEN (...) MAY IST DER EHRSAME BURGER ETMUND KEVER DE RAEREN JAMMER-LICH UMGE-BRACHT WORDEN. R.I.P. J:P:4.“ |                |